# 中国の健康情報学
中国の健康情報学(中国語では「医学信息学」)は、中国における健康情報学や医療情報学、又は医療情報システム／技術に関するものである。
WHOヘルス・メトリクス・ネットワーク(保健情報システム強化を支援する国際的パートナーシップ)に向けた中国における健康情報学の主な見直しと評価は、2006年に実施され、省の評価、開発中の戦略計画概要、改善中の地域ヘルスモニタリングシステム、世帯調査、日常の保健統計システムを詳述している。
健康情報化開発計画により、すべての病院は、病院のデジタル化を構築するための投資を増やす必要がある。それにより、中国の健康情報技術(以下、HIT)市場の成長率は、2006年から2010年の間に年間約25～30%加速することが予想される。
2006年末までに、中国の医療情報システム(以下、HIS)に対する投資額は、対前年比で58億元となり、約16 %増加した。この額は、同期間中の中国の総医療費である8660億元の約0.5%を占めている。
市場規模は、2010年には約150億元に拡大することが予想される。中国のHIT 産業の発展は、20年前の西欧諸国に似た準備段階にあると一般的には考えられている。しかし、中国が利用可能な新興技術についてさらに学ぶにつれ、現在、一気に飛躍する可能性を秘めている。

## 医療の概要

### 費用
中国の2004年の医療費は970億ドルであり、GDPの5.5%を占めた。前述したように、医療に対する公共支出は依然として低いままである。2004年の公共支出は総医療費の僅か17%を占める一方で、患者負担費は総医療費の53.6%に達した。

### 保険加入範囲
約1億3000万人が、2005年に設立された都市部雇用者向けの国民社会保険制度に加入している。その他の5,000万人が、政府管掌保険に加入している。しかしそれでも、医療保険に加入しているのは中国の人口の30%未満である。事実、都市部の人口の35%以上、農村部の人口の50%は、何の保険にも入っていない。

### インフラ
現在の中国の医療システムは、主に大規模な公立病院で構成されており、少数の民間営利病院によって補完されている。2005年時点で、中国には18,703軒の病院があった。そのうち、2,027軒(10.83%)は民間病院であった。中国の病院は、総合病院(70%)、漢方薬(TCM)病院(14%)、専門病院(16%)の3つのカテゴリーに分類することができる。
さらに、中国には5,895軒の外来患者用施設があり、1,266軒の外来患者用施設と541軒の漢方薬施設がある。2005年時点で、中国には主に病院で雇用されている登録医が193万8,272人いた。

## 歴史
1980年代初期の経済改革は、特に農村共同医療システムの解体によって、中国の医療システムに大きな変化をもたらした。病院は、相当な経済的自立を与えられ、診療の利用者手数料(受益者負担)を通して収入の大半を生み出し始めた。この方法は、現在も続いている。医療は現在、診療ごとの個別支払い方式に基づいて提供されている。価格体系は、基本的治療を原価より安く提供することで公平性を促そうとするものであり、薬剤や先端医療技術サービスの(多くは過剰な)販売を通して利益を得ていた。この体系は、非効率かつ不適切な患者治療につながっている。中国の医療保険の加入率は低く、医療保険を受けているのは人口全体のたった30 %未満である。
中国のHITの開発には歴史がある。開発は、財務管理システムとともに1990年代半ばに開始された。臨床システムが導入されたのは、ここ5年ほどである。中国は比較的短期間で進歩を遂げているが、アプリケーション・ソフトウエアが脆弱で、実装スキルが不足しているため、さらなる進展が先延ばしになっている。ほとんどの中国の病院は、近い将来に、その作業過程を飛躍的に改善し、広範囲にデジタル化しようと努めている。

### 国民公的健康情報システムの構築プロジェクト
中国衛生部の情報構築に関する作業部会は、国民公的健康情報システムの構築プロジェクトを立案した。彼らは、「プロジェクト」における国民公的健康情報システム構築のガイドライン、目的及び原則、更なる行動のための提案された枠組みを確認した。2003年9月17日、衛生部の情報構築に関する作業部会は、テレビと電話を通じて、中国における国民公的健康情報システムの構築に関する会合を開いた。議題には、衛生部の情報構築分野の作業報告、国民公的健康情報システムの構築プロジェクト(草案)の導入、及びネットワークを介したSARS報告システムの関連要件に関する中国疾病管理予防センターによる報告が含まれていた。

### 死亡統計
中国は、健康情報システムの主要改革の一部として、死亡した人数と理由をより正確に把握するために、死亡データを収集するための2つのシステムを統合している。死因データは、中国の公的健康の政策立案において、ますます重要な役割を果たしている。近年、中国疾病管理予防センターは、中国における疾病負担と長期的な健康問題に関して、衛生部統計センターが主導する研究プロジェクトに参加した。結果は目覚ましいものであった。

## HITの採用
中国の健康情報技術は現在、ソフトウエアの第二世代に入っており、病院でのITの利用は米国の1970年代後期の状況と似ている。中国のほとんどの病院は、支払いと請求システムにITソフトウエアを取り入れており、多くの病院は、ここ5年間で臨床システムにもIT を統合し始めている。
臨床システムにおけるITの利用は、部門別単位で行われ始めている。しかし、IT インフラに関する経験が不足しているため、病院は幾つかの障害に遭遇していた。多様なソフトウエアシステム間の断片化、重複システム、及び不十分な統合が、データ共有を妨げる「情報の孤島」を作り出した。
過去10年間の中国のHIT 開発から明らかになったのは、以下の3つの貴重な教訓である。
- 医療情報は病院の全部門にわたって統合しなければならない。病院内の多様なソフトウエアシステムが十分に統合されていないため、病院間の情報交換が妨げられ、IT利用が拡大するにつれて問題が生じている。
- IT システムを臨床サービスと病院経営に役立てるためには、効果的かつ全体的なITの計画立案が必要である。近年のITの計画立案に対する過度な単純化と臨床医の関与不足は、HITにおける投資利益率(ROI)の低下につながっている。
- システムの実装には、強力なプロジェクト管理スキルだけではなく、エンドユーザーの要件とニーズや、作業過程のリエンジニアリング(既存の管理方法や業務プロセスを抜本的に見直し、変更すること)にも注意を払う必要がある。不十分な実装は、大量の作業過程が冗長になるということにつながる。

### 政府の政策
中国政府は、1990年代に「情報化」アプローチを採用し、健康部門を含むすべての主要産業でIT 開発を推進し、情報格差を解消することを1つの目標とした。HITの政策は、1995年、健康行政部門と病院ならびに医療教育機関と研究機関を電子的に結びつけるための基盤を作り出すことを目指す「ゴールデン・ヘルス・プロジェクト」から始まった。21世紀の政府の取り組みは、健康ITにますます焦点を当てている。例えば、中国のHIT 開発に関する2003年〜2010年の衛生部ガイドラインは、国全体で実施するためのEHR(電子健康記録)と地域健康情報ネットワークの導入を求めている。多くの病院がシステム全体のアップグレードを検討しており、この種の投資にはより多額の予算が利用しやすくなっている。

### 団体
政府内の衛生部と独立病院管理者は、中国におけるHITの採用に関する主要な推進者である。中国政府は、SARS流行の後、効果的なITインフラを国の健康システムに統合する重要性を認識した。さらに、病院首脳陣は、10年間にわたるITシステムへの小規模な投資後に、ITを使って作業過程を改善し、経営効率を高めることができることを認識した。
HITに関わる多くの団体が中国に存在する。その例としては、以下の通りである。
- 国家医療情報教育機関 (NMIE)
- 中国健康情報学協会
- 中国健康情報協会
- 中国病院情報管理協会(CHIMA)。CHIMA は、中国病院協会の支部であり、健康ITに重点を置いた非営利の国家産業及び学術団体である(米国のAMIA [米国医療情報学会] に類似している)。

### 資金調達
中国の省及び地方自治体は、公立病院の地域健康情報ネットワークとHITに対する主要な資金提供者である。中央政府は、標準とIT インフラ開発の研究を推進している。病院は、臨床及び組織的HITシステムに自身の資金を投資している。2006年時点で、中国は、HITに対して国民健康予算の0.7%(7億ドル)余りを費やした。これらの資金の内訳は、70%がハードウエアに、20%がソフトウエアに、また10%がサービスに使われている。

### 計画立案
今後5年間で中国の医療支出は飛躍的に増加し、GDPの7%に上昇する可能性がある。中国におけるHITへの支出は、中国全土でEHRと地域健康情報ネットワークを構築するという中国の国家的目標により、なお一層早く増大する可能性が高い。多くの病院では現在、主要なITのアップグレードが検討されている。中国における将来のHIT 開発の焦点には、以下のものが含まれている。
- 電子健康記録
- 電子健康データを共有する地域健康情報ネットワーク
- ITの進歩をサポートする標準に対する合意を含む、個々の病院内における多様なシステムの統合と、新たなITシステムを使って中国の病院をより効率的に運営できるような変更管理。今後数年でこれらの目標を達成するために、病院は新たなシステムのIT計画立案と実装の専門家を参加させる。

### 課題
| 問題                                             | 説明 |
| ------------------------------------------------ | --- |
| 中国産のソフトウエア開発が未だ初期段階であること | 中国産の病院用アプリケーション・ソフトウエアは現在のところ機能が限られており、中国のソフトウエアベンダーは、海外ベンダーほど医療アプリケーションに熟練していない。臨床情報システムで実績のある製品はまだ存在しない。                             |
| 熟練したHIT専門家が不足していること              | 中国では、IT、医療、及び病院経営に関する知識を持つ熟練労働者が不足している。 |
| 強力な変化管理の専門知識が不足していること       | 中国では、強力な変化管理の専門知識が不足している。多くの中国の病院が直面している大きな課題は、大規模なITシステムを導入した後に変更を管理する経験がほとんどないことである。そのため、多くの病院首脳陣は、IT投資の増額を躊躇している。             |
| 深圳市の地域健康情報ネットワーク(RHIN)           | 中国政府は、全国のデジタル病院のサポートにより、2010年までに一連のRHINを実装することを国家的目標として設定した。衛生部は、これらのRHINの開発に対する試験場所として深圳市を選択した。                                                             |
| 中国疾病管理予防センターの監視システム           | 中国疾病管理予防センターは、2003年の衛生部からの要請に応じて、郡レベル以上の病院の大半、及び町レベルの病院や診療所の半数以上から直接報告を受けるために、37の伝染病に関する全国的なウェブベースの監視システムを構築した。                         |
| 強力な変化管理の専門知識が不足していること       | 深圳市は、すべての病院をデジタル化することによって本RHINを支援し、医療提供を改善するために、より効率的な作業過程とより優れた管理システムを作り上げる。衛生部は、今後中国全土でRHINを実施する上で、深圳市のRHINがモデルとなることを期待している。 |

## 病院情報システム
近年、中国の病院情報システム(HIS)は、著しい発展を遂げている。HISは、病院内で極めて重要な役割を果たしており、HISの構築と採用は、医療作業の効率性と質を改善することができる。しかし、中国におけるHISの開発は不均衡であり、非標準的な病院経営、不十分な標準化、及びソフトウエア開発の統合不足など、多くの問題を抱えている。結果として、現在のHISは、中国の医療システムにおける改革のニーズを満たすことができない。将来的には、医療情報の共有、遠隔治療、病院の効率性向上のために、統合を実現する必要がある。
近年、幾つかの分野で病院情報システム(HIS)が開発されている。多くの病院がHISを構築している。2004年の衛生部の調査によると、病院情報システムを確立したのは、15,924軒の病院のうち6,063軒の病院であった。郡レベルの病院の約70%以上が、2007年中期までにHISを構築したと推定されている。
2004年の健康部門における情報技術(IT)の総費用は、約35億元(4億2,350万米ドル)で、2003年と比べて25%増加したと推定されている。資金の大部分はHISに注がれている。HISの構築は、臨床的なミス(例：投薬ミス、診断ミス)を減らし、医療従事者を支援し(例：最新の患者情報をタイムリーに入手できるようにすること)、治療の効率を高め(例：患者の待ち時間の短縮)、患者の治療の質を向上させるために、病院経営のスタイルを変え、大きな機会を提供するなど効果を発揮した。今日、HISは近代経営の象徴であるだけではなく、病院のコアコンピタンスともなっている。
現在、医療システムの改革とWTOへの参加により、中国でHISは多くの課題に直面している。医療領域は、標準化と国際化へと発展し、これは等級の異なる病院と多くの関連組織(例：保険代理店、金融機関、地域ステーション)が、大きな完全体になるように促す。しかし、初期のHISは医療情報標準を考慮しておらず、医療情報を共有できない。

### 現状
コンピュータは1970年代に中国の病院で使用され始めたが、病院の情報管理に使用されたのは1984年以降である。内容、スタイル、及び範囲に従って、中国のHISは4つの段階を経験した。それらは以下の通りである。
1. 独立型。1970年代後期と1980年代初期の間、多くは外来患者料金、入院患者料金、及び薬物倉庫管理で使用されていた。
2. 部門ローカルエリア・ネットワーク。代表的なアプリケーションは、入院患者管理、外来患者料金と薬物送達システム、及び薬剤管理システムである。
3. 病院情報システムの統合。多くの大規模病院は、1990年代初期以降、100m以上のイーサーネットで統合病院情報システムを構築した。
4. 遠隔治療。IT とネットワークの発展とともに、多くの大規模病院は、CTスキャン、MRI、及び超音波CTなどの診断デジタル画像を送信できる手段として、遠隔治療の実施を研究し始めた。

最初の3段階は病院の情報管理に焦点を当てており、第4段階は患者中心であった。
一般的に、中国におけるHISの構築は、1990年代以降に著しい進展を遂げている。HISに関する幾つかの標本調査によると、以下のような多くの特徴がある：HISの開発は不均衡で、異なる地域間の差はかなり大きなものである。先進地域では、HISのある病院の割合は高く、HISのレベルも高く、それらのほとんどは第3段階にあり、いくつかの病院は第4段階にある。
実際、多くの病院のHISは、先進の外国病院ほど悪くはない。一方で、開発途上地域におけるHISのレベルは低く、HISのある病院の割合も低く、それらのほとんどは第2段階にある。しかし、HISの潜在的市場規模は極めて良好である。2004年まで、中国東部におけるHISのある病院の割合は約80%以上だった一方で、中国北西部では20%未満であった。

### 「第一軍事プロジェクト」
「第一軍事プロジェクト」は、中国のHIS開発にとって重要なものであった。このプロジェクトは、30以上の基本的なサブシステムから構成される病院情報システムである。これは、1997年にヒューレット・パッカードとともにPLA(中国人民解放軍)の総後勤部によって開発された。このプロジェクトは成功を収め、中国での健康情報学の開発を改善した。今までのところ、200以上の病院がこのシステムを採用している。この種のHISは、中国では成功した最先端の代表的なHISになっている。「第一軍事プロジェクト」のHISは、2003年にSARSが大流行した際に、Xiaotangshan (北京小湯山)病院で採用された。SARS に罹った患者を治療する上で、システムは重要な役割を果たし、専門家から高く称賛された。
HISの構築を大幅に達成することはできたが、まだ大部分のHISは病院の財政活動と経営面に重点を置いている。HISのある病院のうち、患者中心の臨床情報システムを開発した病院は10%に過ぎず、画像保管通信システムを構築している病院は5%である。

### 主要問題
この20年間、特にこの10年間は順調に進捗しているが、更なる進歩を制限する多くの問題がある。その主な問題は以下の通りである。

#### 標準化／相互運用性の欠如
病院情報は、治療法、教育、医学研究、職員、金銭、及び物質等に関連する。表題、概念、分類、及びコードの統一は情報交換の基本的な前提条件である。しかし、最も困難なことは、標準が統一されていないことである。例えば、症例報告、薬剤、職員、機器、精査、及び検査の表題とコードは病院ごとに異なっている。全く同じものに対する定義、記述、及び実施業務も異なっている。統一され、信頼できる病院標準化データ辞書がなく、様々な企業が様々なコードと標準で開発した異なるHISが存在するため、2つの悪い結果が発生することになる。一つ目は、病院ごとにユーザー辞書を開発しなければならず、その結果として、膨大な職員、金銭、物質、及び時間が無駄になるということである。二つ目は、標準とユーザー辞書を別々に設定しているため、それがインターネットの中のユニットに影響を与え、情報を共有できないことである。前節で述べたように、「第一軍事プロジェクト」のHISは優れていた。それにもかかわらず、標準化には多くの問題がある。ある研究者の調査結果によると、本来99のコード表が一貫すべきであるが、実際に一貫しているのは31しかないことが明らかになった。さらに悪いことに、27の陸軍病院の27コードは、27のフォーマットを有する。 Health Level 7(HL7)を含め、メッセージ標準を使うことは、異なる病院システム間の相互運用を確実にするための前提条件である。しかし、ほとんどの病院はこの問題を考慮しておらず、少数のHIS しかHL7を適用していない。中国政府は、広東省などの一部の先進地域でのみ、患者の臨床情報を送信するためにHIS 開発者にHL7標準を採用、又は参照するよう要求している。中国の医療システムの改革には、等級の異なる病院、及び保険代理店、金融機関、地域ステーションなどの多くの関連機関が入院患者情報を共有でき、相互運用することができることが求められている。しかし、HISの不十分な情報標準化は、そのニーズを満たすことができない。

#### ソフトウエアシステムの統一設計
HIS開発は、1990年初期以降、加速し始めた。すべてのレベルの健康行政機関、病院、及び一部の情報開発企業は、HIS開発に莫大な職員と金銭を投資した。特に、北京、上海、広東、山東、江蘇といった先進地域では、HISは成功を収め、より大規模になっている。それにもかかわらず、全体としての計画と関連健康行政機関によるHISの規制がない、従う標準がない、また一部の関連管理による監視がないなどの理由により、非規範的なHIS 開発過程につながっている。これらは、2つの好ましくない結果につながる。一つ目は、HIS が自由に開発され、ソフトウエアに標準がないため、開発プラットフォームが異なることである。二つ目は、HIS 開発企業のレベルが異なり、それらの多くはHIS 開発に特化していないため、病院の経営と作業の流れのスタイルに精通していなかったこと、又はそれを一部の特定病院しか知らなかったことである。さらに、一部の企業は、すぐに成功して瞬時に利益を出したいという考えを持ち、長期的な投資をせずに現在の利益のみを考慮している。一部の企業は、HIS 市場に将来性があると考えていたため、幾つかの簡単なシステムパッケージを作り、ある種の手段を講じてユーザーをだました。上記のすべてがHIS開発に重大な悪影響をもたらした。

#### 病院経営のモデル
病院経営のモデルは、HIS構築に大きな影響を与える。HISの実施には、技術構造的及び行動的感覚の両方が必要であり、HISの開発は開発している病院の状況に合わせて実行しなければならない。学習せず、その結果も吸収しないHISのアプリケーションは、HIS 開発の一つの障害となっている。病院を経営している先進国のMBA卒業生である病院の理事と比較して、中国の病院の理事の多くは優れた医学専門家ではあるが、近代化経営には精通していない。彼らは、経営方法の経験はあるが、規範的及び科学的な経営を知らなかった。自身の病院でHISを構築する際、彼らは通常、自分たちの経営様式が非科学的で不合理であるにもかかわらず、既存の経営様式に適応するHISを要求してきた。病院経営の複雑さに加えて、様々な病院における作業の流れと状況は極めて大きく異なっている。病院経営のニーズを満たすために、開発者は実際の状況に従って行動しなければならなかった。そのことは、システムがあまり流通と商業化されなかったことと相まって、HISが情報通信と共有のニーズを満たすことができなかったことにつながった。有効なHIS は病院の過程を最適化しなければならないが、多くの中国の病院ではそうではなかった。病院の過程の流れが悪いと、HISの方が妥協して悪い流れに合わせていたのである。

### 全国標準化の優先事項
関連項目：Guobiao(国標)
中国のHIS 構築には多くの問題があり、その中でも相互運用性が最も重要なものの一つである。臨床及び管理情報の管理と交換において普遍的で一貫した標準がないことは、HISを利用し、改善するための障害として認識されている。従って、全国標準化活動における優先事項の1つは、HISにとって不可欠な標準の開発を加速することである。実際に、数年にわたり情報システムを稼働した後、医療提供者は、標準が情報共有と相互運用性の基礎であることを認識した。中国政府もこの問題を認識し、健康情報プラットフォームとネットワークの構築に努めてきた。1つの仮説として、健康情報学の標準化は権威のある分野であるため、そこでは市場メカニズムが働かないということが挙げられる。また、提供者に対するインセンティブがアンバランスなため、多くの場合、標準化に投資する提供者は直接利益を得ることができず、それ故に彼らは標準化よりネットワークに投資することを好む可能性がある。政府は、標準を設定することで、その採用を促すための役割を果たすかもしれない。実際に、政府は標準化の構築を強化するための措置を講じていた。2003年、衛生部は、国民健康情報学の開発設計(2003年〜2010年)を公表した。
その設計は、国際標準の採用と国内標準の開発を組み合わせるといった、健康情報学の標準化原則の1つを示している。2003年代後期には、衛生部における健康情報学の指導的グループが、健康情報学の標準が欠けている問題を解決するために、「中国国民健康情報枠組み及び標準化」、「公的健康の基本データセット標準」、及び「病院システムの基本データセット標準化(CBDSS)」を含む3つのプロジェクトを開始した。
CBDSSは、医療情報標準化プログラムの重要なプロジェクトの1つであり、病院や健康システム全体の情報の進捗を改善するものである。中国病院情報管理協会(CHIMA)は、CBDSSプロジェクトの任務を引き受けた。このプロジェクトの目標は、HISのために必要な一連のデータセット標準を作ることである。現在までに、このプロジェクトの大部分が完了し、11のサブグループと1つの共有グループのCBDSS が発足した。 2003年以降、政府は、継続して健康標準化に関連する10以上のプロジェクトに着手し、医療情報の標準化が大幅に進展した。

### 従属理論
現在、中国で稼働している大多数のHISは、病院管理情報システム(HIMIS)であり、それらには異なるメーカーが採用した様々な標準とフォーマットが存在するため、医療画像診断情報を共有することはできない。今や、多くの大規模病院には、HIS、放射線医学情報システム(RIS)、臨床検査情報システム(LIS)、及び画像保管通信システム (PACS) が存在し、各システムはほとんどの病院で独立して稼働している。健康研究と健康標準化の進展に伴い、この問題はHISで解決することができる。将来、医療情報の共有、遠隔治療、病院の効率性向上、医療業務の拡張、作業手順の最適化に向けて、 HIMISは患者中心のHIS に発展し、患者の電子健康記録を含めたすべての独立システムの統合が実現できる予定である。さらに、HISは、医療従事者をサポートするものから患者及び消費者をサポートするものへと変化し、施設中心から地域及び世界の健康情報システムへと移行し、新たにかつ強力に拡張された機能と役割を持つものになる。

## 国際協力

### SGER：多国籍公的健康情報学研究：米国及び中国による共同研究
この公的健康情報学の「探索的研究少額グラント(Small Grants for Exploratory Research - SGER)」は、米国と中国の研究協力において変革の可能性があり、小規模で、探索的で、高リスクの提案である。提案チームは、2008年3月に北京で開催された2回の米国・中国公的健康情報学ワークショップから得られた機運を元に提案した。新たな連携が生じることが期待されている。その成果は、特に多国籍ソーシャルネットワークを探求し、両国の公的健康機関が採用したデータ収集と統合の方法論及び技術を利用することにおいて、米国や中国だけでなく、世界中の公的健康情報学へのアプローチを変える可能性を秘めている。これは、米国と中国の研究所と開業医の間に、新たな長期的研究教育プログラムを提供する機会をもたらしている。

### 引用
1. ↑  Rao, Keqin; Wu, Xiaoling; Gu, Tao (December 2006). China Health Information System: Review and Assessment. Health Metrics Network[要ページ番号]
2. ↑  http://unpan1.un.org/intradoc/groups/public/documents/APCITY/UNPAN025040.pdf%5B%5D
3. ↑  http://www.chinafdc-law.com/news/detail_32.html%5B%5D
4. ↑  Mooney, Paul (2006). “Counting the dead in China”. Bulletin of the World Health Organization 84 (3):  168–9. doi:10.1590/S0042-96862006000300007. PMC 2627295. PMID 16583071.
5. ↑  Zhang, Yuhai; Xu, Yongyong; Shang, Lei; Rao, Keqin (2007). “An investigation into health informatics and related standards in China”. International Journal of Medical Informatics 76 (8):  614–20. doi:10.1016/j.ijmedinf.2006.05.003. PMID 16793329.
6. ↑  Ammenwerth, Elske; Gräber, Stefan; Herrmann, Gabriele; Bürkle, Thomas; König, Jochem (2003). “Evaluation of health information systems—problems and challenges”. International Journal of Medical Informatics 71 (2–3):  125–35. doi:10.1016/S1386-5056(03)00131-X. PMID 14519405.
7. 1 2  Yu, G.Y. (2000). “Established and Application of 'No. 1 Military Project'”. Hosp Admin J Chin PLA 7 (6):  402–4.
8. ↑  Gao, X.P.; Xu, Y.Y.; Liu, D.H. (2005). “Investigation and Analyses of Problems in Standardization of 'NO.1 Military Project'”. Hosp Admin J Chin PLA 12 (1):  86–7.
9. ↑  Wang, N.; Hu, W. (2005). “Problems and Solution for Domestic HIS's Standardization”. Chin Hosp Manage 25 (10):  37–9.
10. ↑  Ball, M (2003). “Hospital information systems: Perspectives on problems and prospects, 1979 and 2002”. International Journal of Medical Informatics 69 (2–3):  83–9. doi:10.1016/S1386-5056(02)00098-9. PMID 12810113.
11. ↑  Ministry of Health of People’s Republic of China. The Development Layout of National Health Informatics (2003-2010). [online]. Beijing. [2005-05-26]. http://www.moh.gov.cn/uploadfile/200406/2004629144259379.doc.
12. ↑  Li, B.L.; Ma, L.; Liang, M.H. (2005). “Standard of Basic Information Database for Hospital Information System in China”. Chin Hosp 9 (7):  12–4.
13. ↑  Chang, Zhanjun; Mei, Song; Gu, Zheng; Gu, Jianqin; Xia, Liangxiao; Liang, Shuang; Lin, Jiarui (2003). “Realization of integration and working procedure on digital hospital information system”. Computer Standards & Interfaces 25 (5):  529. doi:10.1016/S0920-5489(03)00017-5.
14. ↑  Toussaint, P.J.; Lodder, H. (1998). “Component-based development for supporting workflows in hospitals”. International Journal of Medical Informatics 52 (1–3):  53–60. doi:10.1016/S1386-5056(98)00124-5. PMID 9848402.
15. ↑  Haux, Reinhold (2006). “Health information systems – past, present, future”. International Journal of Medical Informatics 75 (3–4):  268–81. doi:10.1016/j.ijmedinf.2005.08.002. PMID 16169771.
16. ↑  http://www.nsf.gov/awardsearch/showAward.do?AwardNumber=0839990%5B%5D

### その他の文献
- Zhang, Yuhai; Xu, Yongyong; Shang, Lei; Rao, Keqin (2007). “An investigation into health informatics and related standards in China”. International Journal of Medical Informatics 76 (8):  614–20. doi:10.1016/j.ijmedinf.2006.05.003. PMID 16793329.
- Wu, M. X.; Yu, P; Soar, J (2003). “The Current Status of Health Informatics Higher Education in China”. Health Informatics Journal 9 (4):  211. doi:10.1177/1460458203094008.
- Ammenwerth, Elske; Brender, Jytte; Nykänen, Pirkko; Prokosch, Hans-Ulrich; Rigby, Michael; Talmon, Jan; His-Eval Workshop, Participants (2004). “Visions and strategies to improve evaluation of health information systems”. International Journal of Medical Informatics 73 (6):  479–91. doi:10.1016/j.ijmedinf.2004.04.004. PMID 15171977.
- Lee, Liming (2004). “The Current State of Public Health in China”. Annual Review of Public Health 25:  327–39. doi:10.1146/annurev.publhealth.25.101802.123116. PMID 15015923.
- Arunachalam, S. (1999). “Informatics in clinical practice in developing countries: Still early days”. BMJ 319 (7220):  1297. doi:10.1136/bmj.319.7220.1297. PMC 1129075. PMID 10559050.
- Liang, Huigang; Xue, Yajiong (2004). “Investigating public health emergency response information system initiatives in China”. International Journal of Medical Informatics 73 (9–10):  675–85. doi:10.1016/j.ijmedinf.2004.05.010. PMID 15325324.
- Lange, A. (1998). Health informatics in China: Skipping steps on the way to the EPR. Proceedings of the 6th National Health Informatics Conference. Brisbane: 55.
- Lange, A. (1998). HIM in China makes great progress. Advance for Health Information Professionals 8: 18 and 90.
- Jaspers, M; Ammenwerth, E; Ter Burg, W; Kaiser, F; Haux, R (2004). “An international course on strategic information management for medical informatics students: International perspectives and evaluation”. International Journal of Medical Informatics 73 (11–12):  807–15. doi:10.1016/j.ijmedinf.2004.07.008. PMID 15491931.
- Diomidus, M; Mantas, J (1998). “Assessing the progress of the M.Sc. Course in health informatics under the ERASMUS programme”. International Journal of Medical Informatics 50 (1–3):  159–63. doi:10.1016/S1386-5056(98)00063-X. PMID 9726507.
- Callen, JL. (2003). “From Shanghai to Guangzhou: interest in health information management from China – Report”. Health Information Management 31 (4):  28.
- Xianming, Hu; Yongzhi, Deng; Zhuxun, Lu; Shukai, Li; Guoping, Wang; Suqin, Lu (2005). “Application of VPN technique in the construction of public health information system”. Journal of Huazhong University of Science and Technology 25 (5):  612. doi:10.1007/BF02896033. PMID 16463690.
- Jin, SG; Liu, LH; Guo, Y; Wang, J (2007). “Standardizing basic data set in public health information system”. Chinese Journal of Preventive Medicine 41 (5):  353–6. PMID 18206003.
- Zhang, Yanfeng; Dai, Yaohua; Zhang, Shuaiming (2007). “Impact of implementation of Integrated Management of Childhood Illness on improvement of health system in China”. Journal of Paediatrics and Child Health 43 (10):  681–5. doi:10.1111/j.1440-1754.2007.01187.x. PMID 17854453.
- Wang, Zhelong; Shi, Linbin (2008). “A handheld wireless medical information system”. 2008 International Conference on Technology and Applications in Biomedicine. pp. 315–8. doi:10.1109/ITAB.2008.4570531. ISBN 978-1-4244-2254-8
- Wang, Zhelong; Gu, Hong; Zhao, Dewei; Wang, Weiming (2008). “A Wireless Medical Information Query System Based on Unstructured Supplementary Service Data (USSD)”. Telemedicine and e-Health 14 (5):  454–60. doi:10.1089/tmj.2007.0069. PMID 18578680.
- Liu, Danhong; Wang, Xia; Pan, Feng; Xu, Yongyong; Yang, Peng; Rao, Keqin (2008). “Web-based infectious disease reporting using XML forms”. International Journal of Medical Informatics 77 (9):  630–40. doi:10.1016/j.ijmedinf.2007.10.011. PMID 18060833.
- Guo, Jinqiu; Takada, Akira; Niu, Tie; He, Miao; Tanaka, Koji; Sato, Junzo; Suzuki, Muneou; Takahashi, Kiwamu et al. (2005). “Enhancement of CLAIM (CLinical Accounting InforMation) for a Localized Chinese Version”. Journal of Medical Systems 29 (5):  463–71. doi:10.1007/s10916-005-6103-7. PMID 16180482.
- Fang, Meiqi; Zhang, Yuan; Zhao, Houfang; Wu, Ning; Yu, JIA (2007). “Integration of Hospital Information Systems in China”. New Mathematics and Natural Computation 03:  135. doi:10.1142/S1793005707000689.
- Hospital Information System (HIS)
- China Hospital Information System (HIS)
- Xudong Lu; Huilong Duan; Haomin Li; Chenhui Zhao; Jiye An (2005). “The Architecture of Enterprise Hospital Information System”. 2005 IEEE Engineering in Medicine and Biology 27th Annual Conference. pp. 6957–60. doi:10.1109/IEMBS.2005.1616106. ISBN 0-7803-8741-4
- Hongyan Li; Ming Xue; Ying Ying (2004). “A Web-Based and Integrated Hospital Information System”. IDEAS Workshop on Medical Information Systems: The Digital Hospital (IDEAS-DH'04). pp. 157–62. doi:10.1109/IDEADH.2004.4. ISBN 0-7695-2289-0
- [要文献特定詳細情報]
- [要文献特定詳細情報]

### 雑誌
- Journal of Medical Informatics 医学信息学杂志
- Chinese Journal of Health Informatics and Management
- International Journal of Software and Informatics
- Journal of Health Informatics in Developing Countries

### 経過
- "Medical informatics"

### HL7
- Health Level Seven (HL7)

### PACS
- PACS Development in China and the Component PACS System
- Wu, Clarence (2007). “Picture archiving and communication system (PACS) in China: Current trends and future directions”. Biomedical Imaging and Intervention Journal 3 (1):  e12–42. doi:10.2349/biij.3.1.e12-42.

### その他
- Dorenfest China Healthcare Group
- Chinese health experts look at NHS knowledge management April 2008
- International conference on Emergency Health Response Systems
- Information standards regulation and training
- Zhang, Y. T.; Yan, Y.S.; Poon, C.C.Y. (2007). “Some Perspectives on Affordable Healthcare Systems in China”. 2007 29th Annual International Conference of the IEEE Engineering in Medicine and Biology Society. p. 6154. doi:10.1109/IEMBS.2007.4353757. ISBN 978-1-4244-0787-3
- Health informatics Telecoms Infotech Forum in Hong Kong
- IEEEP2407 Standard for Personalised Health Informatics (PHI)
- Yang, Hui (2004). Priorities and strategies for health information system development in China : how provincial health information systems support regional health planning (PhD Thesis). hdl:1959.9/57325. OCLC 224980795
- Li, Zelin (2007). “How E-government affects the organisational structure of Chinese government”. AI & Society 23:  123. doi:10.1007/s00146-007-0167-5.